# 馮志剛 (導演)
馮志剛（1911年10月14日—1988年11月18日），香港電影導演和編劇，與黃岱、莫康時、龍圖、胡鵬、李鐵、吳回、黃鶴聲、盧雨岐、珠璣合稱十大導。從1930年代至1960年代，執導近200部電影。
1937年馮志剛、馮一葦兄弟合作拍攝愛國抗戰電影《焦土抗戰》。1961年馮志剛創立權華影業公司，拍攝《梁紅玉血戰黃天蕩》。1962年馮志剛執導，林家聲主演的粵劇電影《一曲琵琶動漢皇》曾紅透一時。1988年11月18日，馮志剛於九龍法國醫院病逝。

## 外部連結
- 馮志剛在互联网电影资料库（IMDb）上的資料（英文）
- 馮志剛在香港影庫上的簡介